# Medalistki mistrzostw świata w kolarstwie torowym – wyścig drużynowy na dochodzenie kobiet
Pełna lista medalistek mistrzostw świata w kolarstwie torowym w wyścigu drużynowym na dochodzenie kobiet.

## Medaliści
| Rok i miejsce   | Złoto                                                                                           | Srebro                                                                                            | Brąz |
| --------------- | ----------------------------------------------------------------------------------------------- | ------------------------------------------------------------------------------------------------- | --- |
| 2008 Manchester | Wielka Brytania · Wendy Houvenaghel · Joanna Rowsell · Rebecca Romero                           | Ukraina · Switłana Haluk · Lubow Szulika · Łesia Kałytowśka                                       | Niemcy · Charlotte Becker · Alexandra Sontheimer · Verena Joos                                                     |
| 2009 Pruszków   | Wielka Brytania · Elizabeth Armitstead · Wendy Houvenaghel · Joanna Rowsell                     | Nowa Zelandia · Lauren Ellis · Jaime Nielsen · Alison Shanks                                      | Australia · Ashlee Ankudinoff · Sarah Kent · Josephine Tomic                                                       |
| 2010 Kopenhaga  | Australia · Ashlee Ankudinoff · Sarah Kent · Josephine Tomic                                    | Wielka Brytania · Elizabeth Armitstead · Wendy Houvenaghel · Joanna Rowsell                       | Nowa Zelandia · Lauren Ellis · Rushlee Buchanan · Alison Shanks                                                    |
| 2011 Apeldoorn  | Wielka Brytania · Wendy Houvenaghel · Danielle King · Laura Trott                               | Stany Zjednoczone · Dotsie Bausch · Sarah Hammer · Jennie Reed                                    | Nowa Zelandia · Kaytee Boyd · Jaime Nielsen · Alison Shanks                                                        |
| 2012 Melbourne  | Wielka Brytania · Laura Trott · Joanna Rowsell · Danielle King                                  | Australia · Annette Edmondson · Melissa Hoskins · Josephine Tomic                                 | Kanada · Tara Whitten · Jasmin Glaesser · Gillian Carleton                                                         |
| 2013 Mińsk      | Wielka Brytania · Laura Trott · Elinor Barker · Danielle King                                   | Australia · Annette Edmondson · Melissa Hoskins · Amy Cure                                        | Kanada · Laura Brown · Jasmin Glaesser · Gillian Carleton                                                          |
| 2014 Cali       | Wielka Brytania · Laura Trott · Elinor Barker · Joanna Rowsell · Katie Archibald                | Kanada · Laura Brown · Jasmin Glaesser · Allison Beveridge · Stephanie Roorda                     | Australia · Annette Edmondson · Melissa Hoskins · Amy Cure · Isabella King                                         |
| 2015 Paryż      | Australia · Annette Edmondson · Melissa Hoskins · Amy Cure · Ashlee Ankudinoff                  | Wielka Brytania · Laura Trott · Elinor Barker · Joanna Rowsell · Katie Archibald                  | Kanada · Kirsti Lay · Jasmin Glaesser · Allison Beveridge · Stephanie Roorda                                       |
| 2016 Londyn     | Stany Zjednoczone · Sarah Hammer · Kelly Catlin · Chloé Dygert · Jennifer Valente               | Kanada · Jasmin Glaesser · Allison Beveridge · Kirsti Lay · Georgia Simmerling                    | Wielka Brytania · Laura Trott · Elinor Barker · Ciara Horne · Joanna Rowsell                                       |
| 2017 Hongkong   | Stany Zjednoczone · Kimberly Geist · Kelly Catlin · Chloé Dygert · Jennifer Valente             | Australia · Amy Cure · Ashlee Ankudinoff · Alexandra Manly · Rebecca Wiasak                       | Nowa Zelandia · Annette Edmondson · Melissa Hoskins · Amy Cure · Ashlee Ankudinoff                                 |
| 2018 Apeldoorn  | Stany Zjednoczone · Kimberly Geist · Kelly Catlin · Chloé Dygert · Jennifer Valente             | Wielka Brytania · Katie Archibald · Elinor Barker · Laura Kenny · Emily Nelson · Ellie Dickinson  | Włochy · Elisa Balsamo · Letizia Paternoster · Silvia Valsecchi · Tatiana Guderzo · Simona Frapporti               |
| 2019 Pruszków   | Australia · Annette Edmondson · Ashlee Ankudinoff · Georgia Baker · Amy Cure · Alexandra Manly  | Wielka Brytania · Laura Kenny · Katie Archibald · Elinor Barker · Ellie Dickinson                 | Nowa Zelandia · Allison Beveridge · Ariane Bonhomme · Annie Foreman-Mackey · Georgia Simmerling · Rushlee Buchanan |
| 2020 Berlin     | Stany Zjednoczone · Jennifer Valente · Chloé Dygert · Emma White · Lily Williams                | Wielka Brytania · Elinor Barker · Katie Archibald · Ellie Dickinson · Neah Evans · Laura Kenny    | Niemcy · Franziska Brauße · Lisa Brennauer · Lisa Klein · Gudrun Stock                                             |
| 2021 Roubaix    | Niemcy · Franziska Brauße · Lisa Brennauer · Mieke Kröger · Laura Süßemilch                     | Włochy · Elisa Balsamo · Martina Alzini · Chiara Consonni · Martina Fidanza · Letizia Paternoster | Wielka Brytania · Katie Archibald · Megan Barker · Neah Evans · Josie Knight                                       |
| 2022 Montigny   | Włochy · Elisa Balsamo · Chiara Consonni · Martina Fidanza · Vittoria Guazzini · Martina Alzini | Wielka Brytania · Neah Evans · Katie Archibald · Anna Morris · Josie Knight · Megan Barker        | Francja · Marion Borras · Clara Copponi · Valentine Fortin · Victoire Berteau                                      |

## Tabela medalowa
Stan po MŚ 2022
| Miejsce | Państwo           |   |   |   | Razem |
| ------- | ----------------- | - | - | - | ----- |
| 1.      | Wielka Brytania   | 6 | 6 | 2 | 14    |
| 2.      | Stany Zjednoczone | 4 | 1 | 0 | 5     |
| 3.      | Australia         | 3 | 3 | 2 | 8     |
| 4.      | Włochy            | 1 | 1 | 1 | 3     |
| 5.      | Niemcy            | 1 | 0 | 2 | 3     |
| 6.      | Kanada            | 0 | 2 | 3 | 5     |
| 7.      | Nowa Zelandia     | 0 | 1 | 4 | 5     |
| 8.      | Ukraina           | 0 | 1 | 0 | 1     |
| 9.      | Francja           | 0 | 0 | 1 | 1     |